# Giải vô địch bóng đá nữ U-20 châu Đại Dương 2014
Giải vô địch bóng đá nữ U-20 châu Đại Dương 2014  diễn ra tại Auckland, New Zealand từ 18 tháng 2 tới 22 tháng 2 năm 2014.
New Zealand là đội tuyển giành chiếc vé duy nhất dự Giải vô địch bóng đá nữ U-20 thế giới 2014 tại Canada.

## Kết quả
Giờ thi đấu là giờ địa phương (UTC+13:00)
| Đội              | Tr | T | H | B | BT | BB | HS  | Đ |
| ---------------- | -- | - | - | - | -- | -- | --- | - |
| New Zealand      | 3  | 3 | 0 | 0 | 18 | 1  | +17 | 9 |
| Papua New Guinea | 3  | 2 | 0 | 1 | 8  | 3  | +5  | 6 |
| Tonga            | 3  | 1 | 0 | 2 | 5  | 7  | −2  | 3 |
| Vanuatu          | 3  | 0 | 0 | 3 | 0  | 20 | −20 | 0 |

| Tonga | 0–4      | Papua New Guinea                                                             |
| ----- | -------- | ---------------------------------------------------------------------------- |
|       | Chi tiết | Dinna Awele 51' · Talitha Irakau 66' · Yvonne Gabong 71' · Nicola Niaman 75' |

| New Zealand | 12–0     | Vanuatu |
| --- | -------- | ------- |
| Martine Puketapu 7', 18', 43' · Emma Rolston 15', 20', 45', 73' · Lauren Dabner 21' · Briar Palmer 36', 45' · Jasmine Pereira 80' · Tayla O'Brien 81' | Chi tiết |         |

| Vanuatu | 0–4      | Papua New Guinea                                  |
| ------- | -------- | ------------------------------------------------- |
|         | Chi tiết | Meagen Gunemba 5', 12', 16' · Georgina Kaikas 39' |

| New Zealand                                                   | 3–1      | Tonga                      |
| ------------------------------------------------------------- | -------- | -------------------------- |
| Daisy Cleverley 7' · Tayla O'Brien 39' · Catherine Bott 90+1' | Chi tiết | Daisy Cleverley 24' (l.n.) |

| Vanuatu | 0–4      | Tonga                                                                 |
| ------- | -------- | --------------------------------------------------------------------- |
|         | Chi tiết | Malia Tongia 30', 45' · Unaloto Tahitu'a 35' · Ilisapeti Malekamu 54' |

| New Zealand                                                                | 3–0      | Papua New Guinea |
| -------------------------------------------------------------------------- | -------- | ---------------- |
| Belinda Van Noorden 10' · Jasmine Pereira 86' · Rumona Morris 90+3' (l.n.) | Chi tiết |                  |